# 刘恩沛
刘恩沛（1920年9月—2014年2月17日），山东省梁山县人，中华人民共和国政治人物。
早年加入山东汶上六区抗日动委会工作团。1950年9月，先后担任西藏军区卫生处防保科科长，西藏公学医院院长，西藏自治区筹委会卫生处副处长，西藏自治区卫生厅厅长等。